# Varga Nándor Lajos
Varga Nándor Lajos (Losonc, 1895. január 1. – Budapest, 1978. április 17.) magyar grafikus, festő, művészeti szakíró.

## Életútja
Középiskoláit Sepsiszentgyörgyön, a Székely Mikó Kollégiumban végezte, majd a budapesti Képzőművészeti Főiskolán folytatott képzőművészeti tanulmányokat. 1929-ben és 1931-ben londoni ösztöndíjas. 1931–48 között a Képzőművészeti Főiskola tanára, egy ideig rektora is. Jeles tanítványai voltak, köztük Adler Miklós, Fery Antal.

## Munkássága
Jelentős kiállításai voltak többek között Chicagóban, Brüsszelben, Zürichben, Barcelónában, Velencében és Budapesten. Nem sokkal halála előtt sepsiszentgyörgyi retrospektív kiállításának teljes anyagát az itteni megyei múzeumnak ajándékozta. Művei megtalálhatók a Magyar Nemzeti Galériában, a budapesti Történelmi Múzeumban és a Sepsiszentgyörgyi Székely Nemzeti Múzeum Képtárában. Sok munkája magángyűjteményben van.
Művei a klasszikus hagyományokon alapulnak. Technikai virtuozitással szinte a tökéletességig fejlesztette az ismert grafikai eljárások alkalmazását. A műfaji, tematikus keretek fenntartásának és a természetelvű ábrázolásnak a híve volt. Készített ex libriseket, könyvillusztrációkat is. Művészeti szakíróként számos művet adott ki.

## Művei (válogatás)
- A rézkarc (Budapest, 1935);

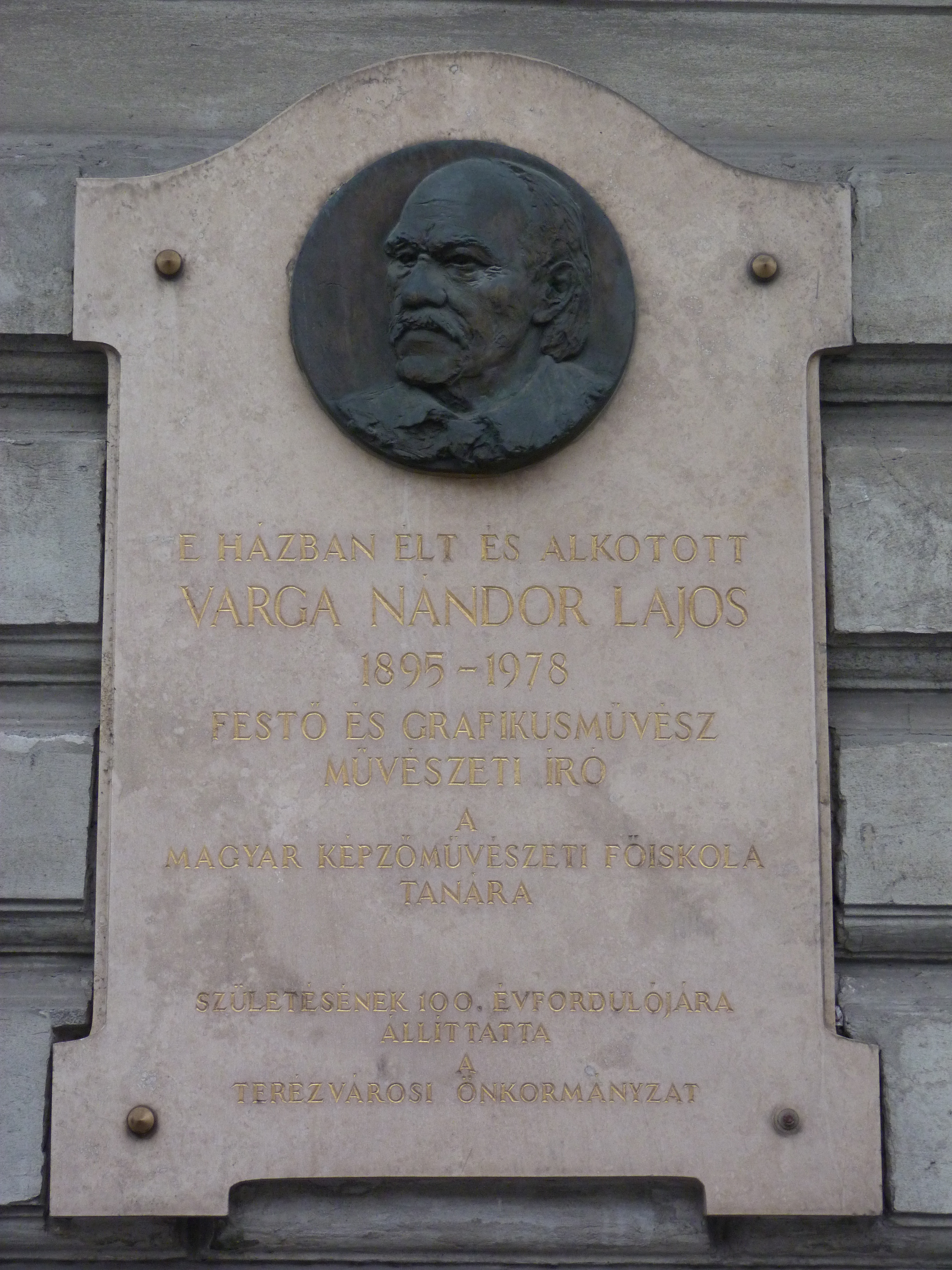
Emléktáblája Budapesten

- Adattár a magyar művészi grafikához. I–II. (Budapest, 1937, 1948);
- A rézmetszet (Budapest, 1938);
- A fametszet (Budapest, 1940);
- A magyar múlt. Varga Nándor Lajos 40 fametszete Rajk Gyula szövegével (Budapest, 1941);
- Ismertető a művészi grafikához (Budapest, 1942);
- Régi fametszetes magyar vonatkozású könyvek (1493–1599) a Sepsiszentgyörgyi Székely Nemzeti Múzeumban, amelyeket sorba szedett, megrajzolt, saját kezűleg és munkatársai segedelmével fa-dúcokba metszett és kinyomtatott Varga Nándor Lajos (Budapest, 1942);
- A képzőművészet iskolája (társszerző, Budapest, 1943);
- Vonalművészet (Budapest, 1944);
- Műfajok a metszőművészetben (Budapest, 1949);
- Kisgrafikák a két világháború között (Budapest, 1963);
- Sepsiszentgyörgy város építészeti emlékei (Székely Zoltánnal, Brassó 1969); *Vízjelek kézzel merített magyar vagy külföldi vonatkozású papirosokon 1330-tól 1896-ig (Budapest, 1970–75).

## Díjai, elismerései
- Érdemes művész (1971)